# Friedrich von Flad
Friedrich von Flad (* 5. Dezember 1770 in Mannheim; † 24. August 1846 in München) war ein königlich-bayerischer Offizier, zuletzt Generalmajor, und Militärjurist. Er war seit 1806 Ritter des bayerischen Militär-Max-Joseph-Ordens.

## Leben
Friedrich von Flad stammte aus der ursprünglich rheinpfälzischen Adelsfamilie von Flad. Er war der Sohn des kurfürstlich bayerischen Hauptmanns Karl August von Flad und dessen Frau Maria Susanna Aloisia. 
Friedrich erhielt Privatunterricht und besuchte die Elementarschule. Er trat als Kadett in das Infanterie-Regiment „Heerzog Karl von Zweibrücken“ ein und wurde am 3. April 1787 zum Junker und am 21. September 1789 zum Unterleutnant befördert. Flad, seit 12. Dezember 1793 als Oberleutnant, nahm 1793 am ersten Koalitionskrieg teil. Im folgenden Feldzug gegen Frankreich 1800 kämpfte er mit Auszeichnung. Im Gefecht bei Oberhausen am 27. Juni 1800 wurde er schwer verwundet. Mit kurfürstlicher Kabinettsorder erhielt er dafür am 20. August 1800 das Militär-Ehrenzeichen. Am 27. September 1805 zum Hauptmann befördert, gehörte Flad nun zum neuformierten 13. Linieninfanterie-Regiment und nahm 1805 am Feldzug gegen Österreich und von 1806 bis 1807 am Feldzug gegen Preußen teil.
Bei der Stiftung des Militär-Max-Joseph-Ordens mit Armeebefehl vom 1. März 1806 wurde Friedrich von Flad zum Ritter des Ordens ernannt. Am 17. März 1809 erhielt er seine Beförderung zum Major im 5. Infanterie-Regiment „Preysing“. Als solcher nahm er mit seiner Einheit 1809 am Feldzug gegen Österreich und Tirol teil. Für seine Leistungen in Tirol wurde Flad mit Dekret vom 15. Juni 1809 und Armeebefehl vom 25. Juni 1809 mit dem Orden der französischen Ehrenlegion ausgezeichnet. Als Major nahm er auch am Russlandfeldzug von 1812 teil. Am 16. Februar 1814 zum Oberstleutnant befördert, wurde er Kommandeur des 6. leichten Infanterie-Bataillons „Flad“. Den Feldzug von 1814 gegen Frankreich erlebte er mit seiner Einheit bei Rattenberg in Tirol, da man einen erneuten Aufstand der Bevölkerung befürchtete. Am 16. Juli 1814 zu dem neuformierten 14. Linieninfanterie-Regiment versetzt, kam Oberstleutnant von Flad im August 1814 mit dem 6. leichten Infanterie-Bataillon nach Aschaffenburg. Dort wurde er Kommandeur des 14. Linieninfanterie-Regiments, mit dem er 1815 nach Frankreich marschierte.
Am 1. Januar 1823 wurde Flad zum 11. Linieninfanterie-Regiment „Kinkel“ versetzt und am 12. Oktober 1823 zum Oberst dieses Regiments befördert. Mit Reskript vom 23. April 1828, laut Armeebefehl vom 21. August 1828, erhielt Oberst von Flad für seine Verdienste das Ehrenkreuz des Ludwigsordens. Am 20. März 1835 wurde er Chef der Revisionsabteilung der 6. Kriegsministerialsektion mit dem Charakter als Generalmajor. Am 30. März 1838 zum wirklichen Generalmajor ernannt, wurde er 26. Juni 1844 Vizepräsident des Generalauditoriats aber bereits am 31. Oktober 1845 pensioniert.
Friedrich von Flad starb am 24. August 1846 im Alter von 75 Jahren in München.